# لوسيين فافر
لوسيين فافر (بالإنجليزية: Lucien Favre)‏ وهو لاعب كرة قدم سابق ومدرب كرة قدم سويسري ولد في يوم 2 نوفمبر 1957 في قرية سانت بارتليمي في سويسرا لعب في مركز الوسط مع نادي لوزان ونيوشاتل خاماخ ونادي سيرفيت في سويسرا ولعب مع نادي تولوز في فرنسا ولعب مع منتخب سويسرا لكرة القدم في 24 مباراة دولية وسجل هدف واحد وفي التدريب درب نادي إيكالينس ونادي فيردون سبورت ونادي سيرفيت ونادي زيورخ ونادي هرتا برلين ونيس الفرنسي. حالياً يدرب نادي بوروسيا دورتموند

## روابط خارجية
- لوسيين فافر على موقع IMDb (الإنجليزية)
- لوسيين فافر على موقع قاعدة بيانات كرة القدم.إي يو (الإنجليزية)
- لوسيين فافر على موقع بيانات كرة القدم. دي إي (الألمانية)
- لوسيين فافر على موقع ليكيب (الفرنسية)
- لوسيين فافر على موقع ناشيونال فوتبول تيمز (الإنجليزية)
- لوسيين فافر على موقع Soccerway.com (الإنجليزية)
- لوسيين فافر على موقع عالم كرة القدم.نت (الإنجليزية)